# 金谷貞男
金谷 貞男（かなや さだお、1953年2月 - ）は日本の経済学者。日本大学経済学部教授。マクロ経済学、人口経済学、ミクロ経済学、財政学専攻。

## 来歴
東京大学経済学部を卒業後、ロチェスター大学でPh.Dを取得。東京都立大学 (1949-2011)教授などを経て、日本大学経済学部教授。

## 著書

### 単著
- 『貨幣経済学』（新世社, 1992年）
- 『演習マクロ経済学』（新世社, 1996年）

### 共著
- （日向野幹也・柳田辰雄）『金融論』（新世社, 1989年）
- （吉田真理子）『グラフィックミクロ経済学』（新世社, 1999年）
- （工藤和久・井上正）『マクロ経済学』（東洋経済新報社, 1999年）

| スタブアイコン | サブスタブ | この項目は、まだ閲覧者の調べものの参照としては役立たない、人物に関連した書きかけの項目です。この項目を加筆・訂正などしてくださる協力者を求めています（P:人物伝/PJ:人物伝）。 |